# Ethan Hawke
Ethan Green Hawke  (Austin, 6 de novembro de 1970) é um ator, escritor e cineasta norte-americano. Já foi indicado quatro vezes ao Oscar, duas na categoria de Melhor Ator Coadjuvante, por Training Day e Boyhood, e duas na categoria de Melhor Roteiro Adaptado pelos filmes Before Sunset e Before Midnight, que lhe renderam fama e aclamação da crítica.

## Biografia
Ethan Green Hawke nasceu em Austin, no Texas, nos Estados Unidos, no dia 6 de novembro de 1970. Sua mãe, Leslie Hawke, casou-se aos dezessete anos com James Hawke e, quando Ethan Hawke tinha quatro anos, separaram-se. Ethan foi criado, desde então, pela mãe. Os dois se mudaram diversas vezes, até se estabelecer na cidade de Nova Iorque. Ethan estudou no Instituto Colegial Packer, no bairro de Brooklyn Heights. A mãe de Ethan se casou novamente quando Ethan tinha dez anos, e a família se mudou para West Windsor, em New Jersey. Lá, Ethan estudou na escola pública West Windsor Plainsboro. Em seguida, foi transferido para a escola Hun de Princeton, onde se graduou em 1988.
Na escola, Ethan desejava ser escritor, mas acabou desenvolvendo um interesse pela carreira de ator. Fez sua estreia como ator aos treze anos, na peça "Santa Joana", de George Bernard Shaw, no teatro McCarter. Também atuou nas peças "Meet Me in St. Louis" e "You Can't Take It with You", na escola West Windsor Plainsboro. Na escola Hun, Ethan frequentou aulas de teatro no teatro McCarter, no câmpus de Princeton. Depois de completar o ensino médio, Ethan estudou teatro na Universidade Carnegie Mellon, em Pittsburgh. Ele abandonou o curso quando foi escolhido para atuar no filme "Sociedade dos Poetas Mortos", em 1989. Estudou língua inglesa na Universidade de Nova Iorque durante dois anos, mas abandonou o curso para procurar novos papéis dramáticos.
Casou-se com a atriz Uma Thurman em 1998. Ele a conheceu nos bastidores do filme Gattaca (1997) e tem, com ela, um casal de filhos: Maya Hawke (8 de Julho de 1998) e Levon Roan Thurman-Hawke (15 de Janeiro de 2002). Em 2003, Thurman e Ethan se separaram e, um ano depois, se divorciaram. Em junho de 2008, Ethan Hawke casou-se com Ryan Shawhughes (hoje Ryan Hawke), que fora babá de seus filhos, com quem teve duas filhas, Clementine Jane Hawke (18 de julho de 2008) e Indiana Hawke (7 de agosto de 2011).
Hawke vendeu sua casa localizada em Manhattan, em Nova Iorque, e  comprou uma casa em Dean Street, 247 em Boerum Hill, no Brooklyn, também em Nova Iorque.
É proprietário de uma pequena ilha em Tracadie, na Nova Escócia.

### Carreira

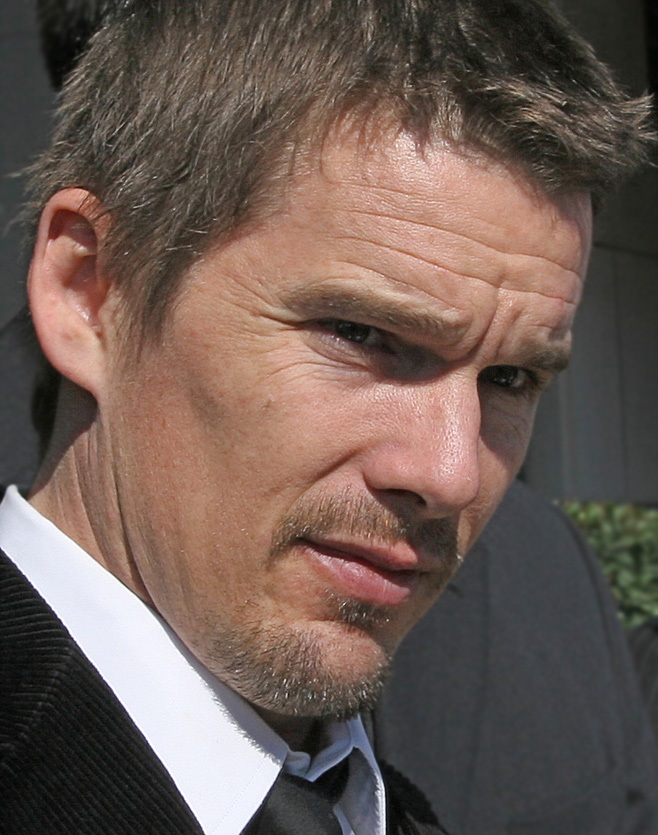
Hawke no Festival Internacional de Cinema de Toronto de 2007.

Aos catorze anos, Hawke participou de seu primeiro teste de elenco, conseguindo seu primeiro papel no filme "Explorers" (1985), de Joe Dante, onde interpretou um aluno obcecado por alienígenas, ao lado de River Phoenix. O filme foi bem-recebido pela crítica, mas teve um fraco desempenho nas bilheterias, o que frustrou Ethan e o levou a parar de atuar por algum tempo. Posteriormente, Ethan diria que foi uma frustração difícil de ser suportada por uma criança, e que, por isso, ele nunca recomendaria que uma criança atuasse.
Em 1989, voltou à telona para atuar em "Sociedade dos Poetas Mortos" com Robin Williams e Robert Sean Leonard. O filme foi elogiado, recebendo o BAFTA de melhor filme e sendo indicado para o Oscar de melhor filme. Com uma receita de 235 000 000 de dólares estadunidenses, o filme continua sendo o de maior retorno financeiro da carreira de Ethan. Posteriormente, Ethan diria que as oportunidades que lhe foram oferecidas por causa do filme foram cruciais para que ele continuasse atuando:

Eu não queria ser um ator, e voltei para a faculdade. Mas o sucesso do filme foi tão grande que eu passei a receber ofertas para trabalhar em filmes interessantes, e me pareceu estúpido tentar qualquer outra coisa.
Enquanto filmava "Sociedade dos Poetas Mortos", ele fez um teste para o que seria seu trabalho seguinte, a comédia Dad (1989), onde ele interpretou o filho de Ted Danson e o neto de Jack Lemmon. Seu filme seguinte, White Fang (1991), foi seu primeiro papel como protagonista. O filme era uma adaptação da obra homônima de Jack London, e mostrava Ethan como Jack Conroy, um caçador de ouro do Yukon que se torna amigo de um cão-lobo (interpretado por Jed). apareceu no filme A midnight clear (1992), de Keith Gordon, um filme de guerra baseado na obra homônima de William Wharton. Ethan descreveu o teatro como seu "primeiro amor", um lugar onde é "livre para ser mais criativo". Ethan fez sua estreia na Brodway em 1992, interpretando o dramaturgo Konstantin Treplev na peça A Gaivota, de Anton Tchekhov, no teatro do Liceu, em Manhattan. Em 1993, Ethan foi o cofundador e o diretor artístico do Malaparte, uma companhia de teatro de Manhattan, que durou até 2000. No drama Alive (1993), uma adaptação da obra de não ficção Alive: The Story of the Andes Survivors (1974), de Piers Paul Read, Ethan interpretou Fernando Parrado, um dos sobreviventes do voo 571 da Força Aérea Uruguaia, que caiu na cordilheira dos Andes.
O trabalho seguinte de Ethan foi o drama da geração X Reality Bites (1994), no qual interpretou Troy, um preguiçoso que zomba das ambições de sua namorada, interpretada por Winona Ryder. Ethan dirigiu um videoclipe de uma música do filme, Stay (I Missed You), de Lisa Loeb. Na época, Lisa pertencia à mesma companhia teatral à qual pertencia Ethan.
Em 1995, decidiu fazer o filme "Antes do Amanhecer", com Julie Delpy, sob a direção de Richard Linklater. Este filme foi o início de uma grande amizade com Delpy e Linklater. O filme conta a história de um jovem estadunidense (Ethan) e uma jovem francesa (Delpy) que se encontram num trem e desembarcam em Viena, onde passam a noite explorando a cidade e se conhecendo um ao outro. Nesse ano, Ethan participou da peça "Garoto enterrado", de Sam Shepard, dirigida por Gary Sinise, no teatro do Lobo da Estepe, em Chicago.

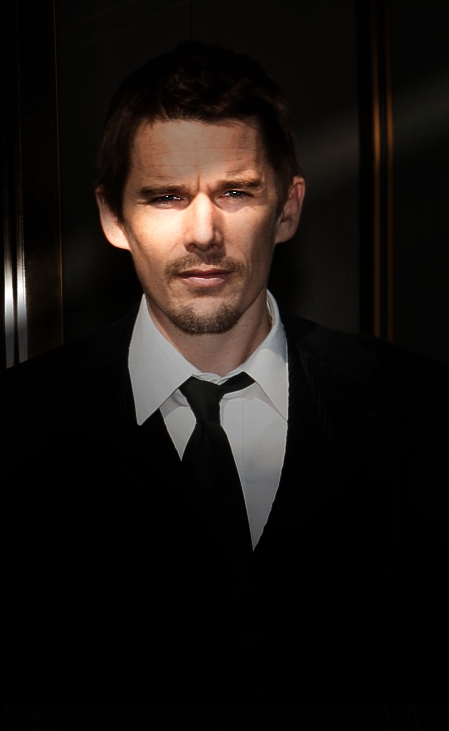
Hawke no Toronto International Film Festival em 2007.

Em 1996, publicou sua primeira novela, The Hottest State, que conta um caso de amor entre um jovem ator e uma cantora. Sobre a novela, Ethan disse:

Escrever o livro teve a ver com largar o colégio e virar um ator. Eu não queria ver a minha vida passar e não fazer nada a não ser seguir o roteiro. Eu queria fazer alguma coisa diferente. Definitivamente, foi a coisa mais apavorante que já fiz. E também uma das melhores coisas que já fiz.
Em 1997, dirigido por Andrew Niccol, Hawke protagonizou o filme "Gattaca, a Experiência Genética", com Uma Thurma. No filme, Ethan interpreta um homem que se infiltra numa sociedade de pessoas geneticamente perfeitas. Hawke e Thurman casaram-se em maio de 1998 e a filha deles, Maya Ray Thurman Hawke, nasceu no mesmo ano. Em 1998, junto com Gwyneth Paltrow e Robert De Niro, apareceu no filme Grandes Esperanças, uma adaptação contemporânea da novela homônima de Charles Dickens dirigida por Alfonso Cuarón. No mesmo ano, colaborou com Linklater no filme The Newton Boys, baseado na história real da gangue Newton. Em 1999, estrelou o filme Snow Falling on Cedars, baseado na novela homônima de David Guterson. No mesmo ano, estrelou a peça "Caminho real", de Tennessee Williams, no papel de Kilroy, no festival de teatro de Williamstown, em Massachusetts.
Em 2000, interpretou Hamlet em uma versão moderna da obra homônima de Shakespeare, dirigida por Michael Almereyda, que foi filmada em Nova York, próximo da casa do casal. O filme procurou transportar a trama para a Nova Iorque dos dias de hoje, o que, segundo Ethan, tornou, a história, mais "acessível e vital".
Mais uma vez sob a direção de Linklater, Hawke fez, em 2001, dois filmes: "Tape", com a mulher Uma Thurman e o amigo Sean Leonard; e Waking Life. Neste último filme, Ethan fez uma cena com Julie Delpy, revivendo os diálogos de "Antes do Amanhecer". Já Tape foi um filme gravado em tempo real, baseado numa peça de Stephen Belber. Ele acontece inteiramente num quarto de motel, e possui apenas três personagens. Ethan disse que foi seu "primeiro filme adulto". No mesmo ano, Hawke fez Training Day, com Denzel Washington, sob a direção de Antonie Fuqua, onde foi indicado ao Óscar de melhor ator coadjuvante. No filme, Ethan interpretou o policial novato Jake Hoyt, que trabalhava junto com Denzel, ambos policiais especializados em drogas do Departamento de Polícia de Los Angeles, atuando na Los Angeles meridional. O filme foi um grande sucesso comercial, e arrecadou 104 000 000 de dólares estadunidenses no mundo inteiro. Ethan disse que o filme foi sua "melhor experiência em Hollywood".
Ethan fez sua estreia como diretor em Chelsea Walls (2001), um filme independente que conta a história de cinco artistas iniciantes que vivem no famoso hotel Chelsea. Embora bem-recebido pela crítica, obteve um mau resultado comercial. O bebê Levon Roan Thurman Hawke nasceu em janeiro de 2002. Em 2002, Ethan publicou sua segunda novela: "Quarta-feira de cinzas". A novela entrou na lista dos livros mais vendidos do jornal The New York Times. Ela contava a história de um soldado desertor e sua namorada grávida. Em 2003, Ethan fez uma aparição na segunda temporada da série de tevê Alias, interpretando um misterioso agente da Agência Central de Inteligência. No mesmo ano, Ethan retornou à Broadway na peça Henrique IV, Parte 1, interpretando Henry Percy.
Em 2004, Hawke voltou à telona em "Taking Lives", com Angelina Jolie, e Before Sunset. Este último filme foi coescrito por Linklater, Ethan e Julie Delpy. Ethan disse que foi um de seus filmes favoritos, um "romance para realistas". Neste mesmo ano, surgiram os rumores de que o casamento de Ethan Hawke com Uma Thurman não ia bem. De acordo com a imprensa americana, o casal tinha um acordo que previa que, quando um estivesse filmando fora, o outro ficaria em Nova Iorque com os filhos. Mas, em 2004, Hawke estava filmando no Canadá e Uma filmava "Paycheck" com Ben Afleck, fora da cidade também. Os jornais americanos publicaram fotos de Hawke com uma modelo canadense e isto foi a gota d'água para o fim do casamento.

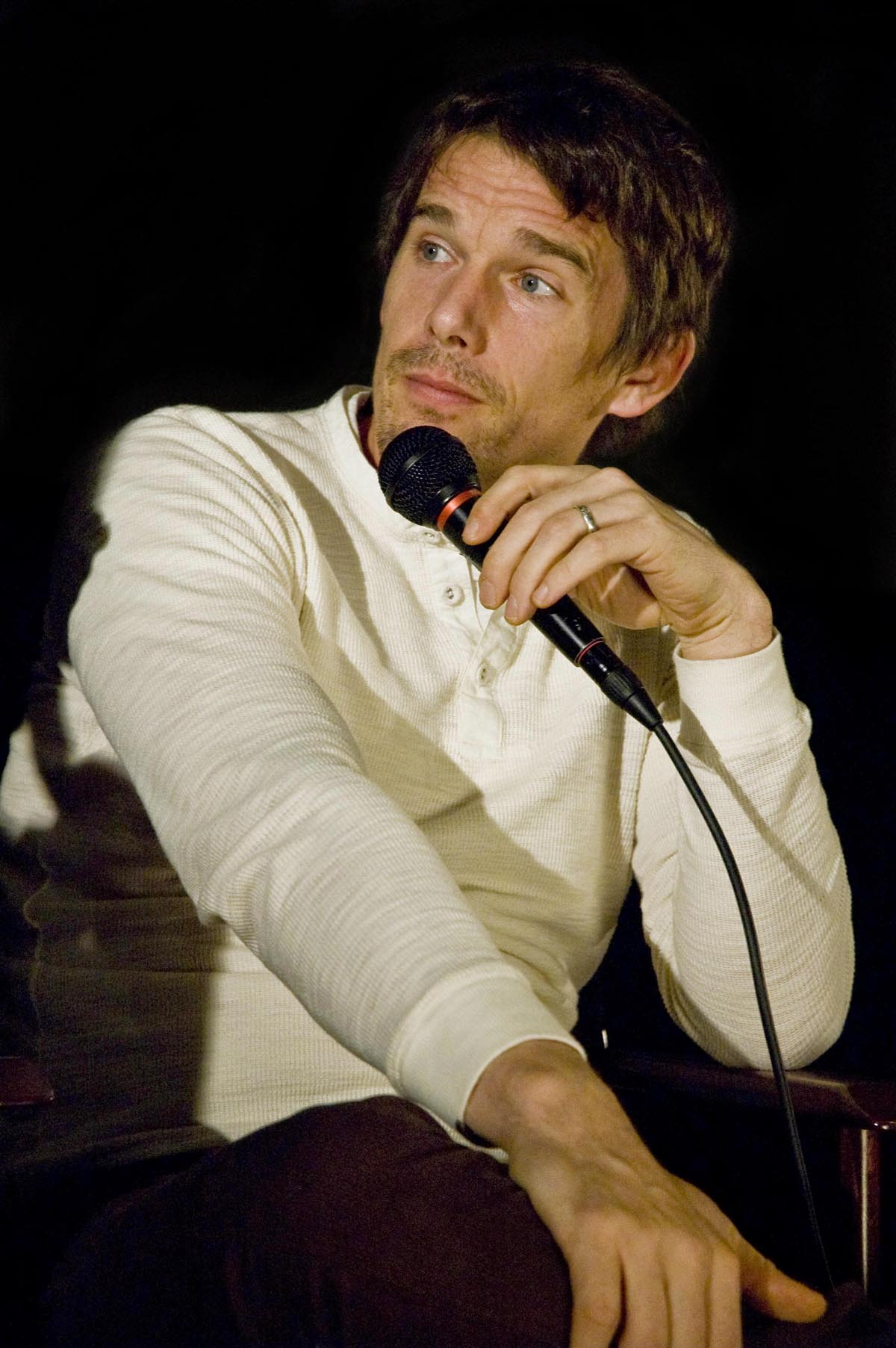
Hawke em 2008.

Filho de pais separados, Hawke declarou que o divórcio era a última coisa que ele queria. Emagreceu cerca de 20 kg e só não entrou em processo depressivo porque, segundo o ator, mergulhou no trabalho com os amigos Delpy e Linklater para filmar "Antes do Pôr do Sol", sequência de "Antes do Amanhecer". Este filme rendeu, aos três, uma indicação ao Oscar de melhor roteiro em 2004.
Em 2005, estrelou o filme de ação Assault on Precint 13, uma refilmagem do filme homônimo de 1976 de John Carpenter. No mesmo ano, atuou no filme Lord of War, no papel de um agente da Interpol que caça um negociante de armas interpretado por Nicolas Cage. Também em 2005, estrelou a comédia Hurlyburly, de David Rabe, no off-Broadway.
Em 2006, fez um pequeno papel no filme Fast Food Nation, dirigido por Linklater, baseado no livro homônimo de 2001 de Eric Schlosser. No mesmo ano, dirigiu seu segundo filme: The Hottest State, baseado na sua novela homônima de 1996. De novembro de 2006 a maio de 2007, estrelou a peça de oito horas de duração "A costa da utopia", de Tom Stoppard, no papel de Mikhail Bakunin, no teatro Vivian Beaumont, no Lincoln Center de Nova Iorque. Em novembro de 2007, dirigiu "Coisas que queremos", uma peça em dois atos de Jonathan Marc Sherman, para a companhia teatral off-Broadway dirigida por atores "O novo grupo".
Em 2007, Hawke atuou no melodrama "Antes que o Diabo Saiba que Você Morreu", ao lado de Philip Seymon Haffman e dirigido pelo lendário Sidney Lumet (Sérpico, Doze Homens e Uma Sentença...).
Ainda na linha dos filmes independentes, em 2008 filmou "What doesn't kill You" (Redes do Crime) com Mark Ruffalo, e "Staten Island" com o amigo Vincent D'Onofrio.
Em 2009, Hawke fez parte do projeto de teatro dirigido por Sam Mendes (Beleza Americana) e viajou com as peças "O Jardim das Cerejeiras", do escritor russo Anton Tchekhov, e "The Winter's Tale", de Shakespeare. O projeto iniciou no Brooklyn, percorreu várias cidades da Europa e Ásia e encerrou em Londres. Ainda em 2009, atuou em "Brooklyn's Finest" (Atraídos pelo Crime) com Richard Gere. E em New York, I Love You.
Em 2010, Hawke atuou no filme de vampiros "Daybreakers". Segundo Hawke, o filme foi concebido utilizando o modelo da velha escola de filmes de vampiros e isto o diferencia dos filmes modernos como Crepúsculo, entre outros. No mesmo ano, dirigiu a peça "A Lie of The Mind", de Sam Shepard, e foi indicado ao Drama Desk Award na categoria "diretor excepcional". Ethan disse que foi atraído pela peça devido à sua abordagem sobre "a natureza da realidade", e sua "estranha mistura de humor e misticismo". De dezembro de 2010 a fevereiro de 2011, Ethan estrelou a peça "Sangue de uma pedra", de Tommy Nohilly.
Em 2011, estreou a minissérie de tevê "Moby Dick", baseada na obra homônima de Herman Melville. Ethan interpretava Starbuck, o ajudante do capitão Ahab (William Hurt). No mesmo ano, estrelou o filme "The Woman in the Fifth" ao lado de Kristin Scott Thomas.
Em 2012, estreou no gênero de horror com Sinister, do diretor Scott Derrickson, que arrecadou 87 000 000 de dólares estadunidenses no mundo todo. Na semana anterior ao lançamento do filme nos Estados Unidos, Ethan explicou que nunca havia sido atraído por esse gênero de filme, mas acabou sendo convencido pelo produtor do filme, Jason Blum:

Quando eu era mais jovem, dirigi uma companhia teatral com esse cara, Jason Blum. Ele adorava filmes de terror, e chegou a criar um subgênero: atividade paranormal. Ficava tentando me convencer a gostar do gênero. Eu lhe respondia dizendo que nunca havia visto um filme do gênero com um grande personagem e um grande diretor. Então, ele me convenceu a participar de seu filme.
Ainda em 2012, Ethan interpretou o personagem título na peça Ivanov, de Anton Chekhov.
No início de 2013, Ethan estrelou e dirigiu a peça Clive, inspirada pela peça "Baal", de Bertolt Bretch, e escrita por Jonathan Marc Sherman.
Em 24 de outubro de 2013, Ethan Hawke voltou à Broadway para interpretar o papel título em "Macbeth" no teatro do Centro Lincoln, dirigido por Jack O'Brien. Durante o ano, Ethan estrelou três filmes de gêneros diferentes. Antes da Meia-Noite foi o terceiro filme da série iniciada com "Antes do amanhecer". The Purge mostrava um Estados Unidos do futuro onde o crime era legal durante uma noite do ano. O terceiro filme foi Getaway, que foi um fracasso financeiro.
Em 2014, foi lançado Boyhood, de Linklater. O filme foi filmado durante doze anos. Ele acompanha a vida de um garoto estadunidense dos seis aos dezoito anos, e Ethan interpreta o pai do garoto. Ethan declarou que, no início, não acho que ele fosse um "filme propriamente dito", mas sim um "experimento cinematográfico radical dos anos 1960, ou algo do gênero".
Em seguida, Ethan trabalhou novamente com os irmãos Spierig no thriller de ficção científica Predestination (2016), no qual Ethan interpreta um agente viajante do tempo em sua última missão. Então, Ethan se reuniu ao diretor de Gattaca, Andrew Niccol, para fazer Good Kill (2014). Neste filme moderno de guerra, Ethan interpreta um piloto de drone com problemas de consciência. Ainda em 2014, Ethan trabalhou no filme Cymbeline, que o reuniu ao coastro do filme Assault on Precinct 17, John Leguizamo.
Em setembro de 2014, o primeiro documentário de Ethan, Seymour: an Introduction, estreou no Festival Internacional de Cinema de Toronto, conseguindo a terceira posição na categoria melhor documentário por escolha popular. Concebido depois de um jantar em que estavam presentes tanto Ethan quanto Bernstein, o filme é um perfil do músico clássico Seymour Bernstein. Seymour disse que é uma pessoa discreta, porém não pôde resistir ao cativante convite do diretor Ethan. Durante as filmagens, Ethan e Seymour se tornaram amigos, e o pianista chegou a tocar num dos grupos teatrais de Ethan.
Na edição seguinte do festival, Ethan apresentou dois filmes estreantes. No filme Born to Be Blue, de Robert Budreau, Ethan interpretou o músico de jazz Chet Baker. O filme se passa no final da década de 1960 e foca na tumultuada volta do artista aos palcos, assolado pelo vício da heroína. O outro filme era a comédia romântica Maggie's Plan, de Rebecca Miller, onde Ethan era um antropólogo e aspirante a novelista, contracenando com Greta Gerwig e Julianne Moore. Seus outros filmes nesse ano incluíram o drama Ten Thousand Saints e o thriller psicológico Regressão, com Emma Watson. Em novembro de 2015, Ethan publicou sua terceira novela, Rules for a Knight, na forma de uma carta de um pai a seus quatro filhos sobre os valores morais na vida.
Em 2016, Ethan estrelou o western In a Valley of Violence, de Ti West, no qual interpreta um vagabundo que procura vingança numa pequena cidade comandada pelo Marechal (John Travolta). A seguir, ele interpretou dois personagens desagradáveis: um abusivo pai de um talentoso jogador de beisebol em The Phenom, e o duro esposo da pintora Maud Lewis (interpretada por Sally Hawkins) no filme Maudie. A seguir, ele se uniu novamente ao diretor de Training Day Antoine Fuqua e ao ator Denzel Washington para fazer The Magnificent Seven, um remake do filme homônimo de 1960. No dia 7 de junho, seu quarto livro, Indeh: A Story of the Apache Wars, uma história em quadrinhos que escreveu com o artista Greg Ruth, foi lançado.
Em 2017, Ethan fez uma participação no filme de ficção científica Valerian e a Cidade dos Mil Planetas, de Luc Besson; e estrelou o drama First Reformed, interpretando um ex-capelão militar torturado pela morte de seu filho, que ele havia incentivado a se alistar nas forças armadas, e obcecado pelo aquecimento global.
Em 2018, Ethan estreou dois filmes no Festival Sundance de Cinema. Em Juliet, Naked, uma comédia romântica baseada no livro homônimo de Nick Hornby, Ethan aparece como um obscuro músico de roque cujo álbum homônimo coloca a trama em movimento. Ethan fez uma aparição em Blaze, baseado na vida do pouco conhecido cantor country Blaze Foley. Ethan estrelou o filme Stockholm, de Budreau, que estreou no Festival de Cinema de Tribeca. Ethan participou do filme The Kid (2019), de Vincent D'Onofrio.
Em 2019, Ethan e Jason Blum adaptaram o livro The good lord bird na minissérie televisiva homônima. Na minissérie, Ethan interpreta o abolicionista John Brown, junto com Daveed Diggs, Ellar Coltrane e Maya Hawke. No mesmo ano, Ethan retornou à Broadway na reencenação da peça "Oeste verdadeiro", de Sam Shepard, coestrelada por Paul Dano.
No filme biográfico Tesla (2020), Ethan interpreta o personagem título, o inventor Nikola Tesla. Em 2020, foi anunciado que Ethan faria parte do elenco do filme The northman, de Robert Egger, junto com Nicole Kidman, Anya Taylor-Joy e Willem Dafoe. O filme, um épico viking que se passa no século X, foi filmado em novembro de 2020 na Irlanda.
A terceira novela de Ethan, A bright ray of darkness, está prevista para ser lançada em fevereiro de 2021.

### Vida pessoal

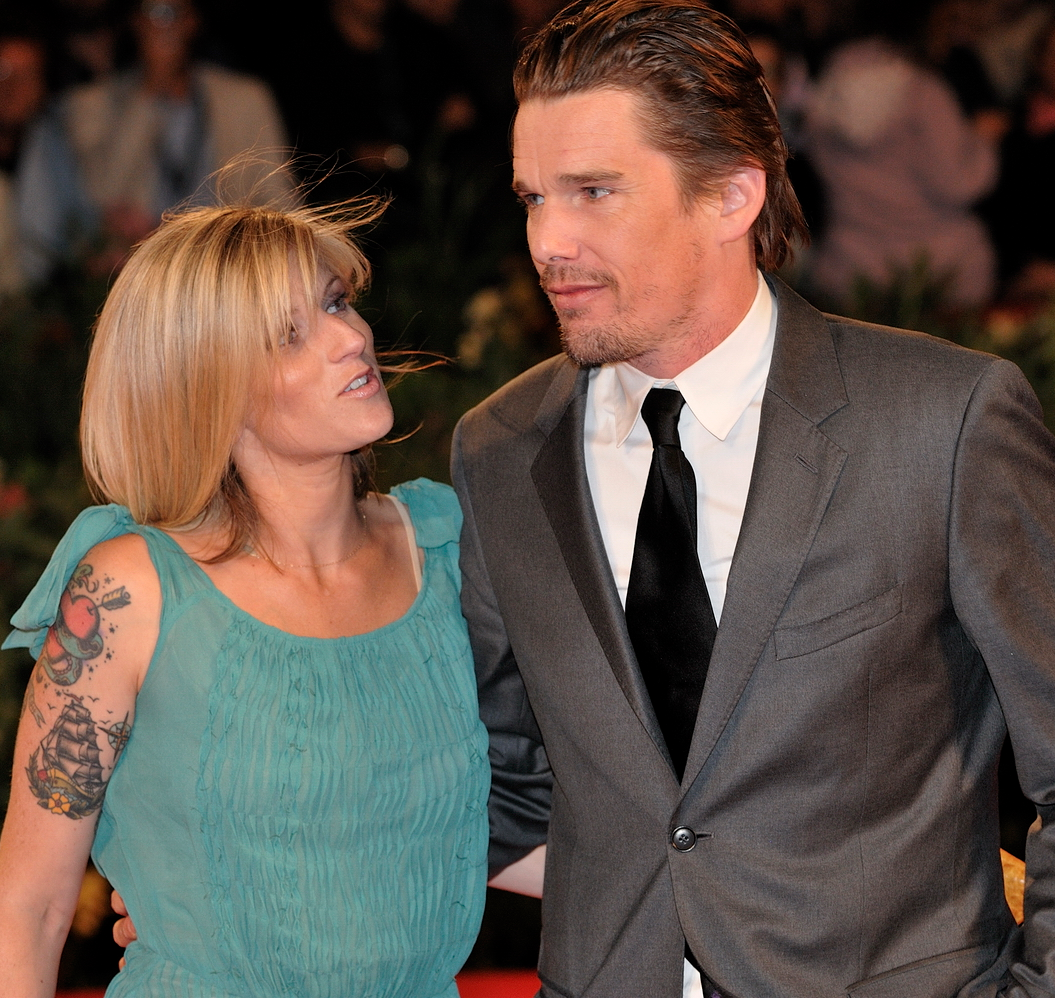
Ethan e sua esposa Ryan Shawhughes no Festival de Veneza em 2009.

Ethan vive em Boerum Hill, uma região do Brooklyn, em Nova Iorque. Também possui uma pequena ilha na Nova Escócia, no Canadá. É primo distante de Tennessee Williams por parte de pai.
Em 1 de maio de 1998, Ethan se casou com Uma Thurman, que ele havia conhecido no set de filmagens de Gattaca em 1996. Têm dois filhos: Maya (1998) e Devon (2002). O casal se separou em 2003 em meio a alegações sobre infidelidade de Ethan, e iniciou o processo de divórcio no ano seguinte. O divórcio foi completado em agosto de 2005.
Em 2008, Ethan se casou com Ryan Shawhughes, que havia trabalhado brevemente como babá dos filhos de Ethan e Uma antes de se graduar na Universidade Columbia. Ethan negou que o casamento com Uma terminou por causa de Ryan. Ethan e Ryan possuem duas filhas.
Ethan se considera um feminista, e já criticou o mundo do cinema, que considera "um clube de garotos". Ethan já denunciou reiteradas vezes o que ele percebe como uma ênfase exagerada na monogamia nos relacionamentos românticos: 
As pessoas têm visões muito infantis sobre monogamia e fidelidade. 'Ele traiu, então é mau', 'ela traiu, então é má', mas as pessoas não reconhecem que a espécie humana não é monogâmica. A fidelidade sexual não pode ser a única coisa em que se baseia uma relação. Se você realmente ama alguém, então que você quer que isso cresça, mas você não pode definir isso. Isso simplesmente acontece.
Ethan apoia, há longo tempo, o fundo Doe, que ajuda pessoas sem-teto a obter moradia e emprego. Ele já foi copresidente do Comitê dos Jovens Leões da Biblioteca Pública de Nova Iorque, uma das maiores organizações filantrópicas da cidade. Em 2001, Ethan foi cofundador do Prêmio de Ficção dos Jovens Leões, um prêmio anual por realizações em ficção de escritores abaixo dos 35 anos. Em novembro de 2010, ele recebeu o título de Leão da Biblioteca por parte da Biblioteca Pública de Nova Iorque. Em maio de 2016, Ethan passou a fazer parte do comitê administrativo da biblioteca.
Ethan apoia o Partido Democrata, e apoiou Bill Bradley, John Kerry, Barack Obama e Hillary Clinton para a presidência dos Estados Unidos em 2000, 2004, 2008 e 2016, respectivamente. Também é ativista dos direitos homossexuais; em março de 2011, ele e sua esposa lançaram um vídeo apoiando o casamento homossexual no estado de Nova Iorque.
Em uma entrevista em outubro de 2012, Ethan disse que prefere grande arte a política, explicando que sua escolha mostra "o quão pouco" ele se interessa pela última:

Penso sobre as primeiras pessoas da nossa geração que fizeram grande arte. Vejo Michael Chabon escrever um grande livro; quando vejo Philip Seymour Hoffman fazer Morte de um Vendedor no ano passado - vejo pessoas de minha geração se realizando completamente em seu trabalho, e acho isso realmente excitante. Mas, política? Não sei. Paul Ryan não é, certamente, meu homem.

## Filmografia

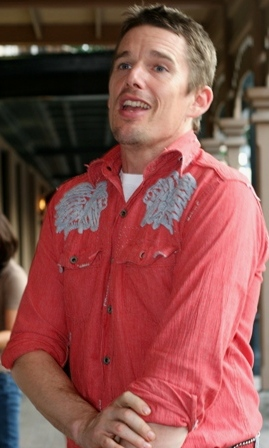
Hawke na estreia de The Hottest State, 2007

### Década de 2020
- 2025 - Blue Moon (Lorenz Hart)
- 2023 - Leave the World Behind (Clay Sandford)
- 2022 - The Black Phone (O Sequestrador)
- 2022 - The Northman (Rei Aurvandill)
- 2021 - The Guilty (Sargento Bill Miller)
- 2020 - Tesla (Nikola Tesla)
- 2020 - Cut Throat City (Jackson Symms)

### Década de 2010
- 2019 - The Kid (Pat Garrett)
- 2019 - Adopt a Highway (Russell Millings)
- 2019 - The Truth (Hank)
- 2018 - Juliet, Naked (Tucker Crowe)
- 2018 - Blaze (Radio DJ)
- 2018 - Stockholm (Kaj Hansson / Lars Nystrom)
- 2017 - Valerian e a Cidade dos Mil Planetas (Jolly, o Cafetão)
- 2017 - First Reformed (reverendo Ernst Toller)
- 2017 - 24 Hours to Live (Travis Conrad)
- 2016 - Maudie (Everett Lewis)
- 2016 - No Vale da Violência (Paul)
- 2016 - The Magnificent Seven (Sete Homens e um Destino.........Goodnight Robicheaux)
- 2016 - The Phenom (Hopper Gibson Sr.)
- 2016 - Invasion! (Cosmos)
- 2015 - Ten Thousand Saints (Les Keffy)
- 2015 - Maggie's Plan (John Harding)
- 2015 - Born to Be Blue (Chet Baker)
- 2015 - Regressão  (Bruce Kenner)
- 2014 - Predestination (Agente Doe)
- 2014 - Cymbeline (Iachimo)
- 2014 - Boyhood   (Mason Evans Sr.)
- 2014- Good Kill (major Thomas Egan)
- 2014 - Seymour: an Introduction (ele mesmo)
- 2013 - The Purge (Uma Noite de Crime..... James Sandin)
- 2013 - Before Midnight (Antes da Meia-Noite..... Jesse Wallace)
- 2013 - Getaway   (Brent Magna)
- 2012 - Sinister  (A Entidade..... Ellison Oswalt)
- 2012 - Mea Maxima Culpa: Silence in the House of God   (Minha máxima culpa.... Pat)
- 2012 - Total Recall (Carl Hauser)
- 2011 - The Woman in the Fifth (Estranha Obsessão..... Tom Ricks)

### Década de 2000

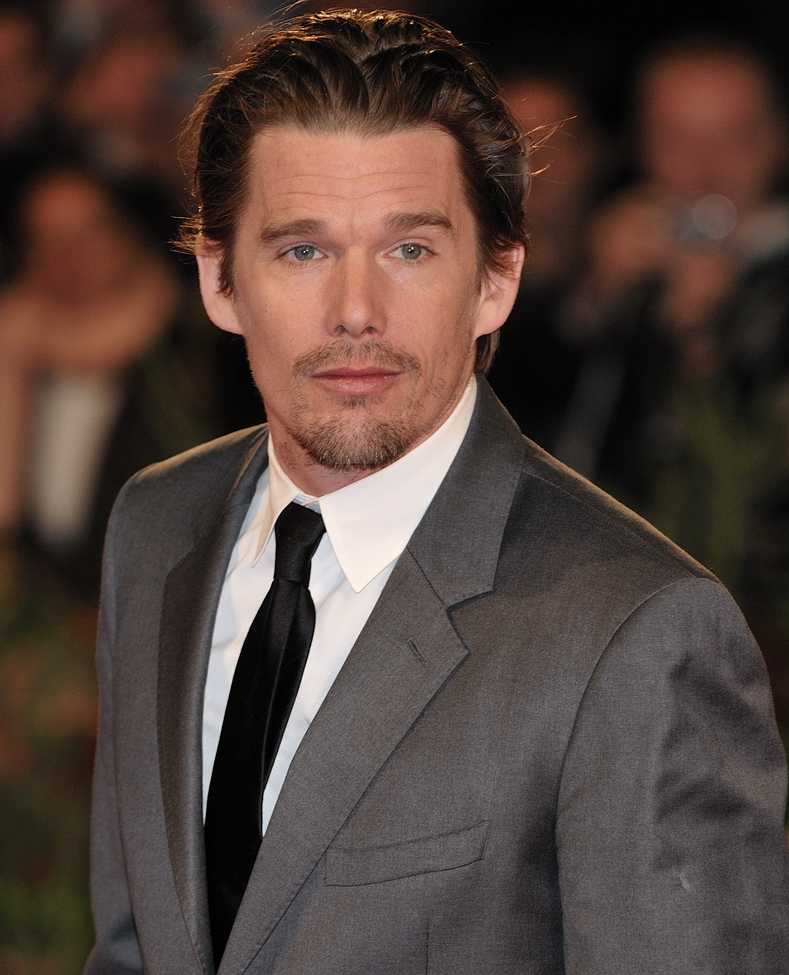
Hawke no Festival de Veneza em 2009.

- 2009 - Brooklyn's Finest  (Atraídos pelo Crime..... Detetive Salvatore 'Sal' Procida)
- 2009 - Daybreakers (2019 - O Ano da Extinção..... Edward Dalton)
- 2009 - Corso: The Last Beat  (Documentário..... Narrador - ele mesmo)
- 2009 - Staten Island (Cidade do Crime..... Sully Halverson)
- 2009 - New York, I Love You (Nova Iorque, Eu te Amo.....   Simon Tam - escritor)
- 2008 - Chelsea on the Rocks (Documentário - ele mesmo)
- 2008 - What doesn't kill you (Redes do crime..... Paulie McDougan)
- 2007 - Before the Devil Knows You're Dead (Antes que o Diabo Saiba que Você Está Morto.....  Henry Hanson)
- 2006 - Fast Food Nation  (Nação Fast Food - Uma Rede de Corrupção..... Pete)
- 2006 - The Hottest State (Um Amor Jovem..... Vince)
- 2006 - One Last Thing...
- 2005 - Lord of War (O Senhor das Armas..... Jack Valentine)
- 2005 - Assault on Precinct 13 (Assalto à 13ª DP..... Jake Roenick)
- 2004 - Taking Lives (Roubando vidas..... James Costa / Martin Asher)
- 2004 - Before Sunset (Antes do Pôr do Sol..... Jesse Wallace)
- 2002 - The Jimmy Show (O Show da Vida..... Ray)
- 2001 - Chelsea Walls (As paredes do Chelsea Hotel - Dramas e Sonhos..... Diretor)
- 2001 - Training Day (Dia de treinamento..... Jake Hoyt)
- 2001 - Tape (Amargo reencontro..... Vince)
- 2001 - Waking Life (Jesse Wallace)
- 2000 - Hamlet (Hamlet..... Hamlet)

### Década de 1990
- 1999 - Snow Falling on Cedars (Neve sobre os cedros..... Ishmael Chambers)
- 1999 - Joe the King (Aprendendo a Viver..... Len Coles)
- 1999 - The Velocity of Gary (A velocidade de Gary..... Nat)
- 1998 - The Newton Boys (Newton Boys - Os irmãos fora-da-lei..... Jess Newton)
- 1998 - Great Expectations (Grandes esperanças.....Finnegan Bell - Finn)
- 1997 - Gattaca (Gattaca - Experiência genética..... Vicent Freeman)
- 1995 - Search and Destroy (Cercar e destruir..... Roger)
- 1995 - Before Sunrise (Antes do Amanhecer..... Jesse Wallace)
- 1994 - Straight to one
- 1994 - White Fang II: Myth of the White Wolf (Caninos brancos II - A lenda do lobo branco..... Jack Conroy)
- 1994 - Floundering (Jimmy)
- 1994 - Quiz Show (Quiz Show - A verdade dos bastidores.....  estudante de Dom Quixote)
- 1994 - Reality Bites (Caindo na real..... Troy Dyer)
- 1993 - Alive (Vivos..... Nando Parrado)
- 1993 - Rich in Love (Uma razão para o amor..... Wayne Frobiness)
- 1992 - Waterland (Terra d'água..... Matthew Price)
- 1992 - A Midnight Clear (Noites calmas / Patrulha sem Nome..... Sgt. Will Knott)
- 1991 - Mystery Date (Que garota, que noite..... Tom McHugh)
- 1991 - White Fang (Caninos brancos..... Jack Conroy)

### Década de 1980
- 1989 - Dead Poets Society (O Clube dos Poetas Mortos..... Todd Anderson)
- 1989 - Dad (Meu Pai, uma lição de vida..... Billy Tremont)
- 1988 - Lion's Den (Chris)
- 1985 - Explorers (Viagem ao mundo dos sonhos..... Ben Crandall)

## TV
- 2022 - Moon Knight
- 2020 - The Good Lord Bird (John Brown)
- 2019 - The Purge (James Sandin)
- 2015 - Exit Strategy (Eric Shaw)
- 2011 - Moby Dick (Seriado de TV..... Starbuck)
- 2007 - Robot Chicken (episódio Squaw Bury Shortcake..... Godzilla Jr. / Jason)
- 2003 - Alias (Seriado de TV - 2ª Temporada -  Episódio: "Double Agent"..... Agente da CIA James L. Lennox)

## Teatro
- 2019 - True West - Lee  - Teatro American Airlines, na Broadway
- 2013-14 - Macbeth - Macbeth (personagem) - Teatro Vivian Beaumont, na Broadway - Direção: Jack O'Brien
- 2013 - Clive - Clive - Teatro Acorn - inspirado por Baal, de Bertolt Brecht e escrito por Jonathan Marc Sherman
- 2012 - Ivanov - Nikolai Ivanov - Classic Stage Company
- 2011 - Blood from a stone - Travis - Teatro Acorn
- 2010 - A lie of the mind - direção - Teatro Acorn
- 2009 - O Jardim das Cerejeiras, de Chekhov, como Peter Trofimov  - Direção: Sam Mendes
- 2009 - The Winter's Tale, de Shakespeare, como Autolycus - Direção: Sam Mendes
- 2007 - Things We Want - direção - teatro Acorn
- 2006-07 - The coast of utopia - Michael Bakunin - teatro Vivian Beaumont, na Broadway
- 2005 - Hurlyburly - Eddie - teatro Acorn
- 2003-04 - Henrique IV, Parte 1 - Henry Percy - teatro Vivian Beaumont
- 2001 - The late Henry Moss - Ray Moss - Peter Norton Space
- 1999 - Camino Real - Kilroy - festival de teatro de Williamstown
- 1993 - Sophistry - Xavier "Ex" Reynolds - Playwrights Horizons
- 1992-93 - A Gaivota - Konstantin Treplev - teatro Lyceum
- 1991 - Casanova - jovem Giacomo Casanova - The Public Theater

## Diretor
Cinema
- 2006 - The Hottest State (Um amor jovem)
- 2001 - Chelsea Walls (As paredes do Chelsea Hotel)
- 1994 - Straight to One (Curta-metragem)

Teatro
- 2013 - Clive
- 2010 - The Lie of the Mind (Teatro)

## Roteirista
- 2013 - Before Midnight (Antes da Meia-Noite)
- 2006 - The Hottest State (Um Amor Jovem)
- 2004 - Before Sunset (Antes do Pôr-do-Sol)
- 1994 - Straight to One (Curta-metragem)

## Escritor
- 2016 - Indeh: A Story of the Apache Wars[130]
- 2015 - Rules for a Knight (Código de um cavaleiro)[131]
- 2009 - The Last Outlaw Poet - Rolling Stone (1076)[132]
- 2002 - Ash Wednesday (Quarta-feira de cinzas)[133]
- 1996 - The Hottest State (Um amor jovem)

## Co-Apresentador do Oscar
- The 72nd Annual Academy Awards (2000) -  Melhor Documentário
- The 74th Annual Academy Awards (2002) -  Prêmios de Roteiro

## Prêmios e indicações

#### Oscar
| Ano  | Categoria               | Filme           | Resultado |
| ---- | ----------------------- | --------------- | --------- |
| 2002 | Melhor Ator Coadjuvante | Training Day    | Indicado  |
| 2005 | Melhor Roteiro Adaptado | Before Sunset   | Indicado  |
| 2014 | Melhor Roteiro Adaptado | Before Midnight | Indicado  |
| 2015 | Melhor Ator Coadjuvante | Boyhood         | Indicado  |

#### Globo de Ouro
| Ano  | Categoria                              | Filme              | Resultado |
| ---- | -------------------------------------- | ------------------ | --------- |
| 2015 | Melhor Ator Coadjuvante em Cinema      | Boyhood            | Indicado  |
| 2021 | Melhor Ator em Minissérie ou Telefilme | The Good Lord Bird | Indicado  |

#### SAG Awards
| Ano  | Categoria                              | Filme              | Resultado |
| ---- | -------------------------------------- | ------------------ | --------- |
| 2002 | Melhor Ator Coadjuvante                | Training Day       | Indicado  |
| 2015 | Melhor Ator Coadjuvante                | Boyhood            | Indicado  |
| 2015 | Melhor Elenco em Cinema                | Boyhood            | Indicado  |
| 2021 | Melhor Ator em Minissérie ou Telefilme | The Good Lord Bird | Indicado  |

Hollywood Film Festival
- Venceu Screenwriters of the year Antes da Meia-Noite, em 2013.

Critics’ Choice Awards
- Indicado a Melhor Roteiro Adaptado por Antes da Meia-Noite, em 2013.
- Venceu Louis XIII Genius Award - Melhor Trilogia pelos filmes Before's (Sunrise, Sunset e Midnight), em 16/01/2014.
- Indicado a  Melhor Ator Coadjuvante Boyhood, em 2014.

Writers Guild of America Awards
- Indicado a Melhor Roteiro Adaptado por Antes da Meia-Noite, em 2013.

Independent Spirit Awards
- Indicado na categoria de Melhor Roteiro por Antes do pôr-do-sol, em 2004.
- Indicado a Melhor Ator Coadjuvante por Boyhood, em 2014.

New York Film Critics Circle Awards
- Venceu na categoria de Melhor Ator por First Reformed (2018).

MTV Movie Awards
- Indicado a Melhor Beijo: Caindo na real, em 1994.
- Indicado a Melhor Beijo: Antes do amanhecer, em 1995.

New York Film Critics Online
- Indicado a Melhor Fotografia Antes da Meia-Noite, em 2013.
- Venceu a Melhor Filme de 2013 Antes da Meia-Noite, em 2013.

 Boston Online Film Critics Association Awards
- Venceu Melhor Roteiro Antes da Meia-Noite, em 2013.

Los Angeles Film Critics Association Awards
- Venceu Melhor Roteiro Antes da Meia-Noite, em 2013.

San Diego Film Critics Society Awards
- Venceu Melhor Roteiro Antes da Meia-Noite, em 2013.
- Indicado a Melhor Ator Coadjuvante Boyhood, em 2014.

Indiana Film Critics Association
- Indicado a Melhor Filme Antes da Meia-Noite, em 2013.
- Venceu Melhor Roteiro Antes da Meia-Noite, em 2013.
- 2o.colocado na categoria Melhor Ator Coadjuvante Boyhood, em 2014.

National Society of Film Critics
- Venceu Melhor Roteiro Antes da Meia-Noite, em 2013.

Austin Film Critics Association Awards
- Indicado a Melhor Filme por Antes da Meia-Noite, em 2013.

Boston Online Film Critics Association
- Venceu na categoria de Melhor Roteiro por Antes da Meia-Noite, em 2013.

Chicago Film Critics Association Awards
- Indicado a  Melhor Roteiro Adaptado por Antes da Meia-Noite, em 2013.
- Indicado Melhor Ator Coadjuvante Boyhood, em 2014.

Indicado a  Melhor Roteiro Adaptado por Antes da Meia-Noite, em 2013.
Dallas-Fort Worth Film Critics Association
- 3o.colocado na categoria Melhor Ator Coadjuvante Boyhood, em 2014.

Detroit Film Critics Society
- Indicado na categoria de Melhor Filme por Antes da Meia-Noite, em 2013.
- Indicado na categoria de Melhor Roteiro por Antes da Meia-Noite, em 2013.
- Indicado Melhor Ator Coadjuvante Boyhood, em 2014.

Gotham Independent Film Awards
- Indicado a Melhor Filme  por Antes da Meia-Noite, em 2013.
- Indicado a Melhor Ator Boyhood, em 2014.
- Venceu a Melhor Ator por First Reformed, em 2018.

Houston Film Critics Society Awards
- Indicado a Melhor Filme por Antes da Meia-Noite, em 2013.
- Indicado a Melhor Roteiro por Antes da Meia-Noite, em 2013.
- Indicado a Melhor Ator Coadjuvante Boyhood, em 2014.

London Film Critics Circle
- Indicação PENDENTE a Melhor Ator Coadjuvante Boyhood, em 2014.

Online Film Critics Society Awards
- Indicado a  Melhor Filme por Antes da Meia-Noite, em 2013.
- Indicado a  Melhor Roteiro Adaptado por  Antes da Meia-Noite, em 2013.
- Indicado a Melhor Ator Coadjuvante por Boyhood, em 2014.

Phoenix Film Critics Society
- Indicado a Melhor Ator Coadjuvante Boyhood, em 2014.

San Francisco Film Critics Circle Awards
- Indicado a Melhor Roteiro Adaptado por  Antes da Meia-Noite, em 2013.
- Indicado a Melhor Ator Coadjuvante Boyhood, em 2014.

Satellite Awards
- Indicado a  Melhor Roteiro Adaptado por  Antes da Meia-Noite, em 2013.
- Indicado a Melhor Ator Coadjuvante por Boyhood, em 2014.
- Indicação PENDENTE a Melhor Ator - Drama por First Reformed em 2019.

St. Louis Gateway Film Critics Association Awards
- Indicado a Melhor Roteiro Adaptado por  Antes da Meia-Noite, em 2013.
- Indicado a Melhor Ator Coadjuvante Boyhood, em 2014.

Washington D.C. Area Film Critics Association Awards
- Indicado a  Melhor Roteiro Adaptado por  Antes da Meia-Noite, em 2013.
- Indicado a Melhor Ator Coadjuvante Boyhood, em 2014.

Toronto Film Critics Association
- Indicado a  Melhor Roteiro Adaptado por  Antes da Meia-Noite, em 2013.

North Carolina Film Critics Association
- Indicação PENDENTE a Melhor Ator Coadjuvante Boyhood, em 2014.